# Bratonci
Bratonci (węg.: Murabaráti, niem.: Neuhof) – miejscowość w Słowenii w gminie Beltinci.